# Autômato
Um autômato (português brasileiro) ou autómato (português europeu) (do grega αὐτόματον: "agindo por vontade própria") é um mecanismo que se opera de maneira automática, imitando movimentos humanos. Pode ser ainda a pessoa que age como máquina, apenas cumprindo ordens, sem questionar.

## Etimologia
O termo "autômato" é uma latinização da palavra grega αὐτόματον, que significa "agindo por vontade própria". É mais comumente descrito como máquinas que se movem sem a ajuda de eletricidade, especialmente aquelas que realizam ações que lembram humanos ou animais, como é o caso do cuco de um relógio de parede.

## História

### Autômatos na antiguidade
Os autômatos na era helenística foram projetados inicialmente para servir como brinquedos, ícones religiosos, ou como ferramentas para demonstrar princípios científicos, incluindo alguns descritos pelo matemático grego Heron de Alexandria (às vezes referido como Hero ou Herão). Quando seus estudos sobre hidráulica, pneumática e mecânica foram traduzidos para o latim no século XVI, estudiosos começaram a reconstruir seus autômatos, aí estão inclusas invenções como o sifão, o carro de bombeiro e a eolípila.

É sabido que objetos mecânicos complexos existiram na Grécia antiga, apesar de que o único exemplo que se tem do tipo é a máquina de Anticítera. Inicialmente, acreditava-se que tal máquina vinha de Rhodes, onde havia uma forte tradição para a engenharia, já que a ilha é reconhecida pelos seus autômatos. Porém, estudos recentes dos fragmentos do mecanismo mostraram que a máquina pode ter vido de Corinto, na Sicília e sugere uma conexão com Arquimedes.
Existem ainda exemplos de mitos que tentam explicar sua origem. Daedalus se utilizou de mercúrio para dar voz aos seus autômatos. Hefesto criou um autômato para sua oficina: Talos, um homem artificial feito de bronze, e, de acordo com Hesíodo, a mulher Pandora.
De acordo com a lenda Judaica, Salomão utilizou sua sabedoria para desenhar um trono com animais mecânicos que deveriam referenciá-lo como rei enquanto ele subia ao mesmo. Ao sentar-se, uma águia deveria pôr a coroa em sua cabeça e um pombo traria uma escritura do Torá às suas mãos. Além disso, quando o rei Salomão começasse a subir no trono, um mecanismo seria ativado. Assim que ele desse o primeiro passo, um búfalo e um leão dourados estenderiam cada um uma pata para que ajudá-lo a erguer-se e tomar o próximo passo. Em cada lado, os animais ajudariam o rei até que ele estivesse sentado confortavelmente no trono.

Na China antiga, um relato curioso de um autômato é descrito nos textos Liezi, escritos no século III a.C.  Existe uma descrição de um encontro ocorrido muito antes entre o rei Mu de Zhou (1023 – 957 a.C.) e um engenheiro mecânico conhecido como Yan Shi, um "artífice", ou artesão. Este último presenteou o rei com uma figura em forma de humano de tamanho real, feita por ele mesmo:

O rei observou a figura deslumbrado. Ela se mexia a passos rápidos, movendo sua cabeça para cima e para baixo, fazendo com que todos a confundissem com um ser humano real. O artífice tocou seu queixo, e a figura então começou a cantar de maneira perfeita. Ele tocou sua mão, e a máquina começou a posar, mantendo um ritmo perfeito entre as duas tarefas. Quando a apresentação estava próxima ao fim, o robô piscou seu olho e flertou com as moças da plateia. Neste momento, o rei indignou-se e teria executado Yen Shin imediatamente, se este, em medo mortal, não tivesse instantaneamente desmontado o robô para mostrar o que ele realmente era. A máquina mostrou não ser nada além de uma junção de couro, madeira, cola e laquê, colorido em azul, vermelho branco e preto. Examinando em detalhes, o rei achou órgãos internos completos, fígado, coração, rins, pulmões, estômago e intestinos e ao redor destes, músculos, ossos e membros com suas articulações, dentes, pele e cabelo, todos artificiais. O rei então retirou o coração e viu que a boca não podia mais falar; retirou o fígado e viu que os olhos não podiam mais ver; retirou nos rins e viu que as pernas já não mais se locomoviam. O rei, assim, ficou encantado.

Outros exemplos de autômatos incluem a pomba de Arquitas de Tarento, mencionada por Aulo Gélio. Relatos chineses similares de autômatos com capacidade de voar foram escritos no século V a.C. pelo filósofo moísta Mozi e seu contemporâneo Lu Ban, o qual projetou pássaros de madeira (ma yuan) artificiais que podiam efetivamente voar, de acordo com o Han Fei Zi e outros textos.

### Autômatos medievais
Na metade do século VIII, o primeiro autômato movido a vento foi construído: "Estátuas que se moviam sobre as abóbadas dos quatro portões e do palácio da cidade redonda de Bagdá". "O espetáculo ao público realizado pelas estátuas tinha sua contraparte exclusiva aos nobres nos palácios de Abássida, onde autômatos de vários tipos eram predominantemente mostrados." Também no século VIII, o alquimista muçulmano Jabir ibne Haiane (Geber) incluiu fórmulas para construção de cobras, escorpiões e humanos, os quais seriam inteiramente controlados pelos seus criadores como descrito no seu Livro das Pedras.  Em 827, o califa Al-Ma’mun possuía uma árvores de prata e outra de ouro no seu palácio em Bagdá, as quais possuíam características de autômatos. Existiam pássaros de metal que cantavam automaticamente nos galhos móveis das árvores construídas por inventores muçulmanos e engenheiros. O califa Abássida Almoctadir também possuía uma árvore de ouro em seu palácio em Bagdá em 915. A árvore possuía pássaros que batiam suas asas e cantavam. No século IX, os irmãos Banū Mūsā inventaram um toca flautas automático programável e o descreveram no seu Livro de Dispositivos Engenhosos.

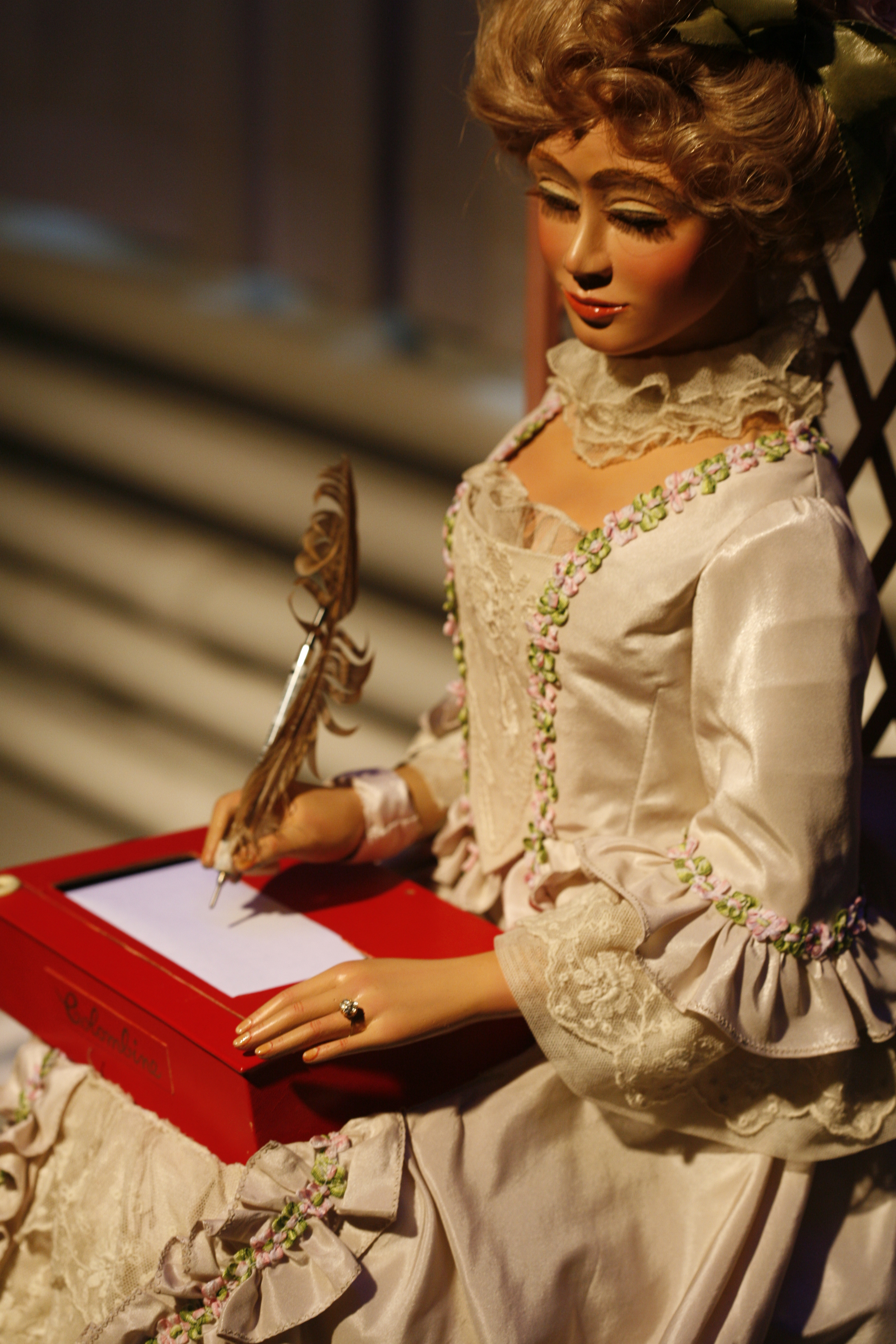
Autômato no Museu suíço CIMA

Al-Jazari descreveu autômatos humanoides complexos programáveis, além de outras máquinas desenhadas e construídas por ele no seu "Livro do Conhecimento de Dispositivos Mecânicos Engenhosos" em 1206. Um de seus autômatos era um barco com quatro músicos automáticos que se apresentavam a convidados em festas da realeza. O mecanismo possuía uma caixa de ritmos programável com cames que trabalhavam em conjunto com pequenas alavancas para realizarem a percussão. Movendo-se os cames de lugar, era possível atingir ritmos e padrões de música diferentes. De acordo com Charles B. Fowler, os autômatos eram essencialmente uma "banda robô" que demonstravam mais de cinquenta movimentos de corpo e face diferentes durante cada seleção musical.
Al-Jazari construiu também um autômato que auxiliava na lavagem das mãos, demonstrando pela primeira vez o mecanismo de descarga utilizado hoje em vasos sanitários modernos. O autômato era uma figura feminina a qual permanecia perto de uma pia cheia de água. Quando o usuário puxava uma alavanca, a água era drenada e então o autômato enchia a pia novamente. Outro de seus dispositivos com este mesmo fim era a “fonte pavão”, um sistema mais sofisticado que utilizava autômatos humanoides como serventes que ofereciam sabão e toalhas. Mark E. Rosheim fez a seguinte descrição: "Quando se puxava um ligamento na cauda do pavão, a água era liberada através do bico; enquanto a água suja utilizada enchia a pia, um pequeno barco subia flutuando e ativava um acoplamento o qual fazia uma figura de um servente aparecer por detrás de uma porta atrás do pavão e oferecer sabão. Enquanto mais água era utilizada, um segundo barco em um nível mais elevado girava e então aparecia um segundo servente o qual oferecia uma toalha!"" Al-Jazari foi assim o primeiro inventor a se utilizar de máquinas com figuras humanoides para realizar tarefas práticas como manipular o ambiente a fim de trazer conforto aos humanos.
Em seu rascunho datado de 1230, Villard de Honnecourt demonstrou planos para autômatos em forma de animais e para um anjo que movia sua cabeça sempre em direção ao sol. Ao fim do século XIII, Roberto II de Artois construiu um jardim dos prazeres no seu castelo em Hesdin que possuíam autômatos os quais divertiam as pessoas. Os trabalhos foram realizados por construtores locais e gerenciados pelo cavaleiro italiano Renaud Coignet. Os dispositivos eram macacos marionetes, relógios de sol erguidos sobre leões e “homens selvagens”, pássaros e fontes mecânicas e órgãos operados a foles. O parque ficou famoso pelos seus autômatos através de boa parte do século XV, até ser destruído por soldados ingleses no século XVI.
O autor chinês Xiao Xin escreveu que quando o fundador da dinastia Ming, Hongwu (1368-1398) estava destruindo os palácios de Khanbaliq, os quais pertenciam a dinastia anterior, a Yuan, entre muitos outros mecanismos mecânicos, foram achados autômatos em formato de tigre.

### Renascença e início da era moderna
A época da Renascença viu um aumento considerável de interesse nos autômatos. As pesquisas de Heron foram traduzidas e editadas para o latim e italiano. O engenheiro italiano Giovanni Fontana criou autômatos em formato de demônios mecânicos e animas com propulsão a foguete.  Muitos autômatos de relógio foram construídos no século XVI, principalmente por ourives das cidades imperiais livres da Europa central. Estes autômatos acabaram sendo guardados no gabinete de curiosidades, ou Wunderkammern, das cortes reais da Europa. Autômatos hidráulicos e pneumáticos, similares àqueles descritos por Heron, foram criados para grutas de jardim.
Leonardo da Vinci desenhou autômatos mais complexos por volta do ano de 1495. O design de seu robô não foi descoberto senão na década de 1950. O robô tinha a habilidade de, se construído corretamente, mover seus braços, girar sua cabeça e se erguer.
O Instituto Smithsoniano possui em seu acervo um Monge-relógio com em torno de 380 mm de altura que é possivelmente datado de antes de 1560. O monge é movido por uma mola e se mexe por um caminho em formato de quadrado, batendo em seu peito com o braço direito, enquanto levanta e se desce uma pequena cruz e um rosário na sua mão esquerda, mexendo sua cabeça, rolando seus olhos e falando rituais. De tempos em tempos, ele leva a cruz ao seus lábios e a beija. Acredita-se que o monge foi construído por Juanelo Turriano, um mecânico para o Imperador do Sacro Império Romano, Carlos I.
Uma nova percepção em relação a autômatos foi tomada por Descartes quando ele sugeriu que o corpo de animais não seriam nada além de máquinas complexas – os ossos, músculos e órgãos poderiam ser substituídos por engrenagens, pistões e cames. Assim, a mecânica se tornou padrão de comparação em relação a natureza e ao organismo vivo. A França do século XVII foi o berço de brinquedos mecânicos que viriam a se tornar protótipos para as máquinas da revolução industrial. Assim, em 1649, quando Luís XIV ainda era uma criança, um artesão chamado Camus construiu para ele uma carruagem em miniatura, com cavalos, soldados, um escudeiro e uma dama dentro da carruagem. Todo o mecanismo funcionava com movimentos perfeitos. De acordo com P. Labat, General de Genes construiu em 1688, em adição a máquinas de guerra e navegação, um pavão que andava e comia. Athanasius Kircher construiu muitos autômatos para shows jesuítas, entre os quais uma estátua que falava e ouvia através de um tubo acústico.

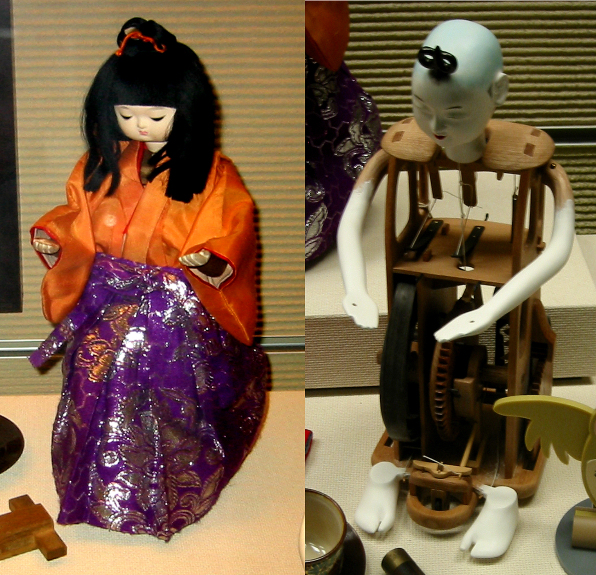
Autômato japonês que serve chá, "karakuri ningyō", com mecanismo (a direita), século XIX

É considerado que o primeiro autômato biomecânico do mundo é o The Flute Player (o toca flautas), inventado pelo engenheiro francês Jacques de Vaucanson em 1737. Ele também construiu o Digesting Duck (pato digestor), um pato mecânico que dava a falsa impressão de comer e defecar, fortificando a ideia de que animais nada mais eram que máquinas feitas de carne.
Em 1769, uma máquina que jogava xadrez chamada de O Turco, criada por Wolfgang von Kempelen, rodou as cortes da Europa pretendendo ser um autômato. Na verdade, O Turco era operado por dentro por um humano e assim não era verdadeiramente um autômato.
Outros criadores de autômato do século XVIII incluem um francês prolífico chamado Pierre Jaquet-Droz e seu contemporâneo, Henri Mailardet. Mailardet, um mecânico suíço, criou um autômato capaz de desenhar quatro desenhos e escrever três poemas. Este autômato hoje faz parte das coleções do Instituto Franklin na Filadélfia. O belga John Joseph Merlin criou o mecanismo do Cisne de prata, agora no museu de Bowes. O Tigre de Tipu é um exemplo de um autômato construído no final do século XVIII feito para o Sultão de Tipu, mostrando um soldado europeu sendo atacado por um tigre.
De acordo com o filósofo Michel Foucault, Frederico o Grande, rei da Prússia durante o período de 1740 a 1786, era “obcecado” pelo seu autômato. De acordo com Manuel de Landa, “Ele formatava seus exércitos como um mecanismo de relógio onde os componentes eram guerreiros-robôs”.
O Japão adotou autômatos durante o período Edo (1603-1867); eles eram conhecidos como karakuri ningyō.
Autômatos, em particular relógios, foram populares na China durante os séculos XVIII e XIX. Há um crescente interesse por parte de colecionadores chineses no século XXI, o que levou muitos itens interessantes a aparecer no mercado.
Alguns brinquedos mecânicos desenvolvidos durante os séculos XVIII e XIX eram autômatos feitos de papel. Apesar da relativa simplicidade do material, autômatos de papel requerem um grande nível de ingenuidade mecânica.

### Autômatos modernos
O famoso mágico Jean Houdin (1805-1871) ficou conhecido por criar autômatos para suas performances.
O período de 1860 a 1910 é conhecido como "Era de Ouro dos Autômatos", quando muitas pequenas empresas dirigidas por famílias brilharam em Paris, enviando milhares de autômatos-relógios e pássaros mecânicos cantantes para todo o mundo. Atualmente por serem raros, estes mecanismos são hoje cobiçados por colecionadores, apesar de caros. Os principais vendedores franceses foram as empresas Vichy, Roullet & Decamps, Lambert, Phalibois, Renou e Bontems.
Os autômatos contemporâneos continuam a tradição de sua arte, em detrimento de sofisticação tecnológica. Representados pelos trabalhos do Teatro Mecânico Cabaret no Reino Unido, Dug North e Chomick+Meder, Thomas Kuntz, Arthur Ganson, Joe Jones nos Estados Unidos, Le Défenseur du Temps pelo artista francês Jacques Monestier, e François Junod na Suíça.

## Uso

### Na Educação
O valor educacional em potencial de brinquedos mecânicos em ensinar diferentes habilidades foi reconhecido pelo projeto da União Européia, Clockwork objects, enhanced learning: Automata Toys Construction (CLOHE).

### No Cinema
No filme "Hugo", de 2011, o personagem principal, Hugo Cabret, deve consertar um autômato em forma de homem, o qual ele e seu pai já tentaram consertar antes, acreditando que ele contém uma mensagem secreta deixada por seu pai antes de sua morte. Perto do final do filme, é revelado que o mesmo autômato foi criado por Georges Méliès, que doou o mecanismo para o museu onde o pai de Hugo trabalhava, depois que o próprio Méliès não conseguiu o consertar. Este filme é baseado no livro de 2007 intitulado "A invenção de Hugo Cabret", pelo autor estadunidense Brian Selznick.

### Na teoria da Computação
Formalmente, um autômato é definido como sendo um modelo matemático de uma máquina de estados finitos.
Um autômato funciona como um reconhecedor de uma determinada linguagem e serve para modelar uma máquina ou, se quiserem, um computador simples. É usado, por exemplo, em editores de texto para reconhecer padrões. Um conceito fundamental nos autômatos é o conceito de estado. Este conceito é aplicado a qualquer sistema, por exemplo, à nossa televisão. As noções de estado e sistema são tão onipresentes que foi desenvolvido um campo de conhecimento chamado Teoria dos sistemas. Uma televisão pode estar ligada (on) ou desligada (off), temos então um sistema com dois estados.
A um nível mais detalhado, podemos desejar diferenciar os canais, caso em que podemos ter centenas de estados: um para desligada e os restantes significando ligada no canal N, existindo sempre um número finito de estados. Dada uma televisão, ela não está apenas num dos estados possíveis, somos capazes de fazer mudar a televisão de estado.

## Classificação

### Autômatos finitos
São reconhecedores de linguagens regulares definidos através de quíntuplas da forma:
 {\displaystyle M=(Q,\ \Sigma ,\ \delta ,\ q_{0},\ F)}
- {\displaystyle Q} é um conjunto finito não vazio de estados do autômato;
- {\displaystyle \Sigma } é um conjunto de símbolos, denominado alfabeto de entrada do autômato;
- {\displaystyle \delta :Q\times \Sigma \to Q} é a função de transição de estados do autômato e seu papel é o de indicar as transições possíveis em cada configuração do autômato. Esta função fornece para cada par "estado e símbolo de entrada" um novo estado para onde o autômato deverá mover-se.
- {\displaystyle q_{0}\in \,Q} é denominado estado inicial do autômato finito. É o estado para o qual o reconhecedor deve ser levado antes de iniciar suas atividades.
- {\displaystyle F\subseteq Q} é um subconjunto do conjunto Q dos estados do autômato, e contém todos os estados de aceitação ou estados finais do autômato finito. Estes estados são aqueles em que o autômato deve terminar o reconhecimento das cadeias de entrada que pertencem à linguagem que o autômato define. Nenhuma outra cadeia deve ser capaz de levar o autômato a qualquer destes estados.

Por exemplo:

M = ({A, B}, {0, 1}, f, A, {B})
f = (A, 0) Þ A
(A, 1) Þ B
(B, 1) Þ B
(B, 0) Þ A
Para este autômato finito, reconhecem-se os seguintes elementos:
1. estados do autômato: A e B
2. símbolos do alfabeto de entrada: 0 e 1
3. estado final: B
4. estado inicial: A
5. linguagem reconhecida: cadeias de dígitos binários terminadas obrigatoriamente por um dígito 1.

### Autômatos à pilha ou pushdown
São reconhecedores de Linguagens Livres de Contexto definidos através da sétupla da forma:
M=(E, V, P, f, q0, z0, F)
Onde:
- E é um conjunto finito não vazio de estados do autômato à pilha.
- V é um conjunto finito não vazio de símbolos de entrada ou átomos, denominado alfabeto de entrada do autômato à pilha. Os símbolos de entrada são os elementos de que são formadas as cadeias de entrada submetidas ao autômato para aceitação.
- P é um conjunto finito não vazio de símbolos da pilha, e forma o alfabeto da pilha. Os símbolos da pilha  são os códigos armazenados pelo autômato em sua memória auxiliar. Esta memória, no caso do autômato à pilha, é organizada na forma de uma pilha, ou seja, os últimos dados armazenados são os primeiros a serem lidos da pilha, e vice-versa.
- f é a chamada função de transição do autômato à pilha, e é composta de um conjunto de produções que definem as regras de movimentação do autômato à pilha. Esta função mapeia o produto cartesiano E X (V É {l}) X P no produto cartesiano E X P*. Em palavras, dado um estado, um símbolo de entrada e um símbolo de pilha contido no topo da memória auxiliar, esta função determina um novo estado do autômato e o novo conteúdo do topo da pilha (de comprimento qualquer).
- q0 é denominado estado inicial do autômato à pilha, e é um elemento do conjunto E. É o estado em que se deve encontrar o autômato à pilha imediatamente antes do início do reconhecimento de uma cadeia de entrada (q0 Î E).
- z0 é um elemento do conjunto P, distinto dos demais  pela convenção de que sua presença, no topo da pilha que implementa a memória do autômato, indica a ausência de outros elementos na mesma. É um marcador de pilha vazia (z0 Î P).
- F é um subconjunto do conjunto de estados E do autômato, que contém  todos os chamados estados finais ou estados de aceitação do autômato de pilha. Tais estados correspondem  àqueles nos quais o autômato de pilha deve encerrar o reconhecimento de  todas as cadeias de entrada que sejam sentenças da linguagem definida pelo autômato à pilha. Nenhuma outra cadeia deve finalizar o autômato em qualquer destes estados.

Por exemplo:

M = ( { A, B, C}, {0, 1}, {x, y},
{ f(A, 1, y) Þ (A, yx),
f(A, 1, x) Þ (A, xx)
f(A, 0, y) Þ (B, y)
f(A, 0, x) Þ (B, x)
f(B, 0, x) Þ (B, x)
f(B, 1, xx) Þ (C, x)
f(B, 1, yx) Þ (C, y)
f(C, 1, xx) Þ (C, x)
f(C, 1, yx) Þ (C, y) },
A, y, {C} )
Este autômato reconhece cadeias binárias da forma {\displaystyle 1^{n}0+1^{n},} onde {\displaystyle m}e {\displaystyle n} são inteiros não negativos e {\displaystyle a^{n}} simboliza uma cadeia de {\displaystyle n} símbolos {\displaystyle a} seguidos.
Obs.: A cada transição, uma sequência finita de símbolos de P é inserida na pilha, substituindo o símbolo do topo. Se a sequência for l, equivale à ação "desempilhar". A inserção é tal que o símbolo mais à esquerda fica no topo da pilha.

## Softwares
- FAdo - Software para manipulação de modelos computacionais. (Departamento de Ciência de Computadores, FCUP)
- Simulador de Autômatos- Software para criação, teste e conversão de Modelos Formais. Com interface gráfica.
- SCTMF- Software para Criação e Teste de Modelos Formais.
- JFlap- Software americano para testes com interface gráfica.